# Quedian
Quedian (kinesiska: 阙店) är en socken i östra Kina. Den ligger i Shucheng härad i staden Lu'an i provinsen Anhui, omkring 75 kilometer sydväst om provinshuvudstaden Hefei. Antalet invånare är 29 587. Befolkningen består av 14 449 kvinnor och 15 138 män. Barn under 15 år utgör 15,0 %, vuxna 15-64 år 71 %, och äldre över 65 år 12,0 %.